# Windmotor Uitwellingerga 2
De Windmotor Uitwellingerga 2 is een poldermolen ten oosten van het Friese tweelingdorp Oppenhuizen/Uitwellingerga, dat in de Nederlandse gemeente Súdwest-Fryslân ligt.

## Beschrijving
Deze molen is een maalvaardige Amerikaanse windmotor van het merk Herkules, die werd vervaardigd bij de Vereinigte Windturbine Werke AG in Dresden. Hij heeft een windrad van 12 bladen en een diameter van 5,5 meter. De molen werd in 1920 gebouwd aan de Doltesloot voor de bemaling van de Geeuwpolder, een zomerpolder ten oosten van Oppenhuizen, tegenwoordig een natuurgebied dat eigendom is van Staatsbosbeheer. Deze polder wordt ook bemalen door de iets zuidelijker gelegen Windmotor Uitwellingerga 1 en door de Geeuwpoldermolen, een spinnenkopmolen die aan de westzijde van de Geeuwpolder staat. De windmotor is een rijksmonument en eigendom van het Wetterskip Fryslân. Hij is niet geopend voor publiek.